# Варгина, Зоя Константиновна
Зоя Константиновна Варгина (18 января 1918, Половинно-Овражские, Вятская губерния — 24 мая 2009, Кишинёв) — в 1961—1966 годах начальник Главного управления лесного хозяйства и охраны природы при Совете министров Молдавской ССР, в 1966—1975 — председатель Государственного комитета лесного хозяйства Совета Министров Молдавской ССР. Единственная на тот момент женщина — руководитель отрасли лесного хозяйства, член правительства республики.

## Биография
Родилась 18 января 1918 года в деревне Половинно-Овражское (ныне — в Яранском районе Кировской области).
В 1942 году окончила Поволжский лесотехнический институт по специальности инженер лесного хозяйства и была назначена на должность лесничего Оршанского лесхоза Марийской АССР. Лесничество выполняло заказы для фронта: делали заготовки для лыж, ложи для винтовок.
После войны переехала в Молдавию. Работала в аппарате Совета Министров Молдавской ССР в должности старшего референта. В 1961 году — начальник Главного управления лесного хозяйства и охраны природы при Совете Министров Молдавской ССР. В 1966—1975 годах — председатель Госкомитета лесного хозяйства Совета Министров Молдавской ССР.
Умерла 24 мая 2009 года в городе Кишинёве Республики Молдова.

## Заслуги
- За время руководства отраслью было посажено 109,8 тысячи гектаров лесов. Леса, посаженные на ранее безлесных низкопродуктивных землях, непригодных для сельскохозяйственного использования (86,5 тысяч гектаров), прекратили разрушение почв водной эрозией, позволили увеличить лесистость территории республики более чем на одну треть.
- Были построены комплексы лесомелиоративных станций — Карпиненской, Комратской, Ниспоренской, Теленештской и Унгенской, государственного заповедника «Кодры».
- Для создания лесопарковых насаждений на землях городов Кишинёва и Бельцы были созданы Кишиневский и Бельцкий лесхозы.
- Площадь природно-заповедного фонда в гослесфонде увеличилась более чем в 2 раза и составила 32 тысячи гектаров, а площадь лесов зеленых зон городов и других населенных пунктов — почти в 3 раза и достигла 102 тысячи гектаров, из которых третья часть (34 тысяч гектаров) отнесена к лесопарковым.
- В гослесфонде республики были созданы посадки ореха грецкого по садовому типу на площади 6,6 тысяч гектаров, а на полях колхозов и совхозов было посажено свыше 12 тысяч гектаров полезащитных лесных полос аллейного типа с участием ореха грецкого, которые являются базой для заготовки товарных плодов высокого качества.

## Награды
- Медаль «За гражданские заслуги» (11 февраля 2008 года) — за заслуги в развитии лесного хозяйства, вклад в восстановление лесных ресурсов и активную общественную деятельность[1]
- Орден Трудового Красного Знамени
- Орден «Знак Почёта»